# Félix Charpentier
Félix Charpentier (Bollène, 10 de gener del 1858 - París, 7 de desembre del 1924), fou un escultor francès de finals del segle xix.
Després d'assistir a l'Escola de Belles Arts d'Avinyó, va ser deixeble de Jules Cavelier i d'Amédée Doublemard en l'École Nationale Supérieure des Beaux-Arts a París l'any 1877; el 1879 va presentar les seves obres al Saló dels Artistes Francesos i des de llavors no va deixar d'exposar cada any.
Va guanyar una medalla de plata a l'Exposició Universal de 1889 i la seva fama mai va deixar de créixer. Va rebre en 1890 la medalla de primera classe i el premi del Saló pel marbre «La chanson» (la cançó) i després el 1893 la Medalla d'Honor pel marbre «els Lutteurs» (els lluitadors). Aquest treball va ser adquirit per l'estat francès i adorna des de 1905, la plaça de l'Ajuntament de Bollène; va ser elevat al rang de Cavaller de la Legió d'Honor, se va ser condecorat el 21 d'abril de 1892, a Avinyó pel prefecte de Vaucluse, amb motiu de la recepció del monument commemorant el centenari de la reunió del Comtat Venaissin a França que Charpentier havia fet; va ser elevat al rang d'Oficial de la Legió d'Honor el 9 de febrer 1901.
El 1900 va ser elegit alcalde de Chassant (Eure-et-Loir), on vivia.

## Obra

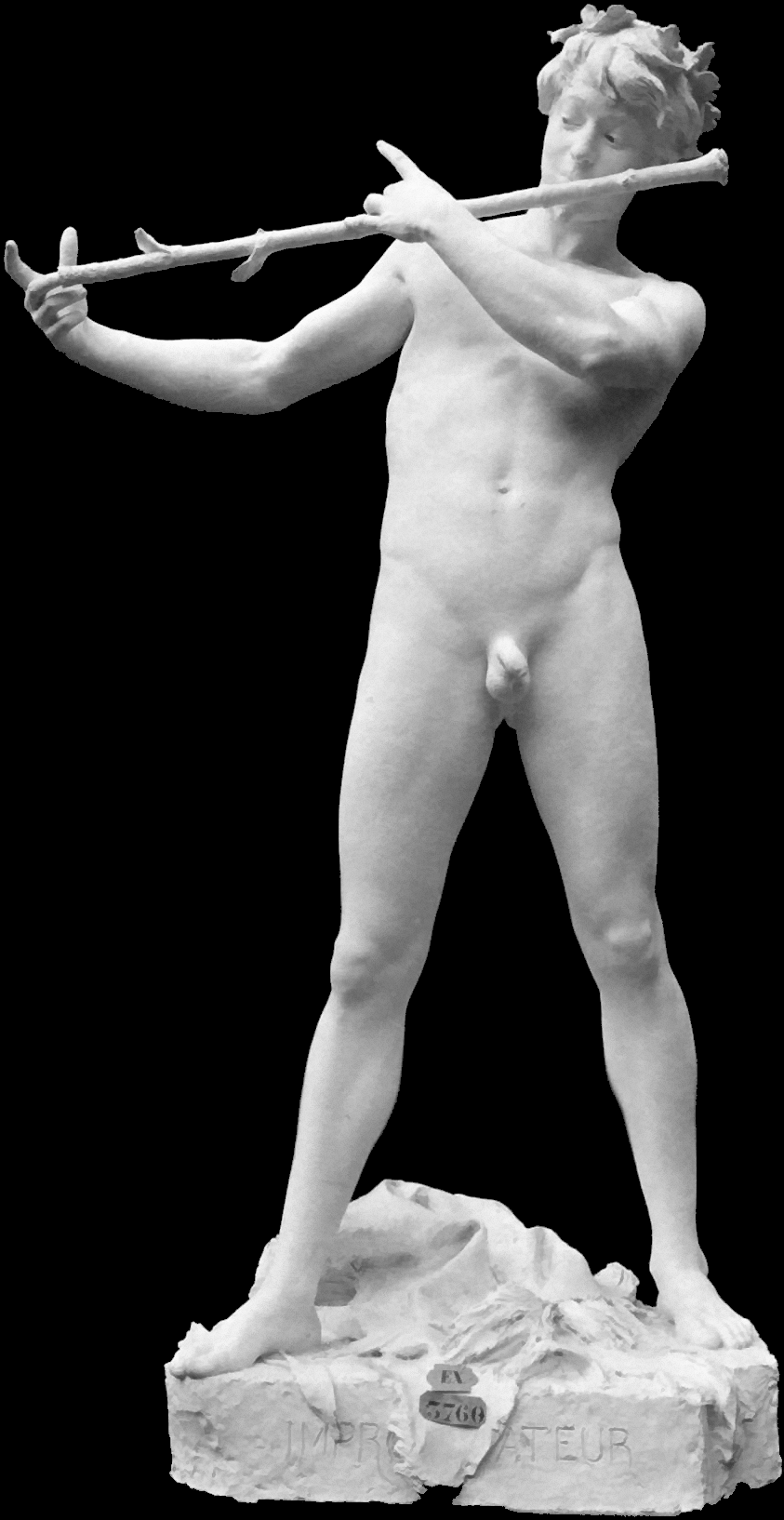
«L'improvisateur» (l'improvisador), guix de 1887

Charpentier va ser un treballador incansable amb més de 350 obres catalogades fins avui.
Hi ha un gran nombre d'estàtues en diversos museus nacionals, com a «l'Etoile filante» (estel fugaç, al museu de Nimes o «l'Illusio» (la il·lusió); també en jardins públics a París i Avinyó; ha deixat també un nombre considerable de petits bronzes força cotitzats al mercat de l'art. Des de 1893, l'estat francès li feia encàrrecs per a nombrosos monuments públics com la decoració de la Gare de Lyon a París o un relleu per al Grand Palais titulat «l'Art Contemporain» (Art Contemporani).
Després de la Primera Guerra Mundial, se li van encarregar nombrosos monuments als caiguts: Bollène, Brou, Chassant, Genas, Dangeau. També va fer busts i medallons, com ara els de Frederic Mistral o Gaston Boissier (Museu de Nimes), Jean-Marie Mengue, Paul Doumer o Gaston Doumergue.

## Galeria d'imatges

Retrat de Vicenç Bosch i Grau- Museu Nacional d'Art de Catalunya
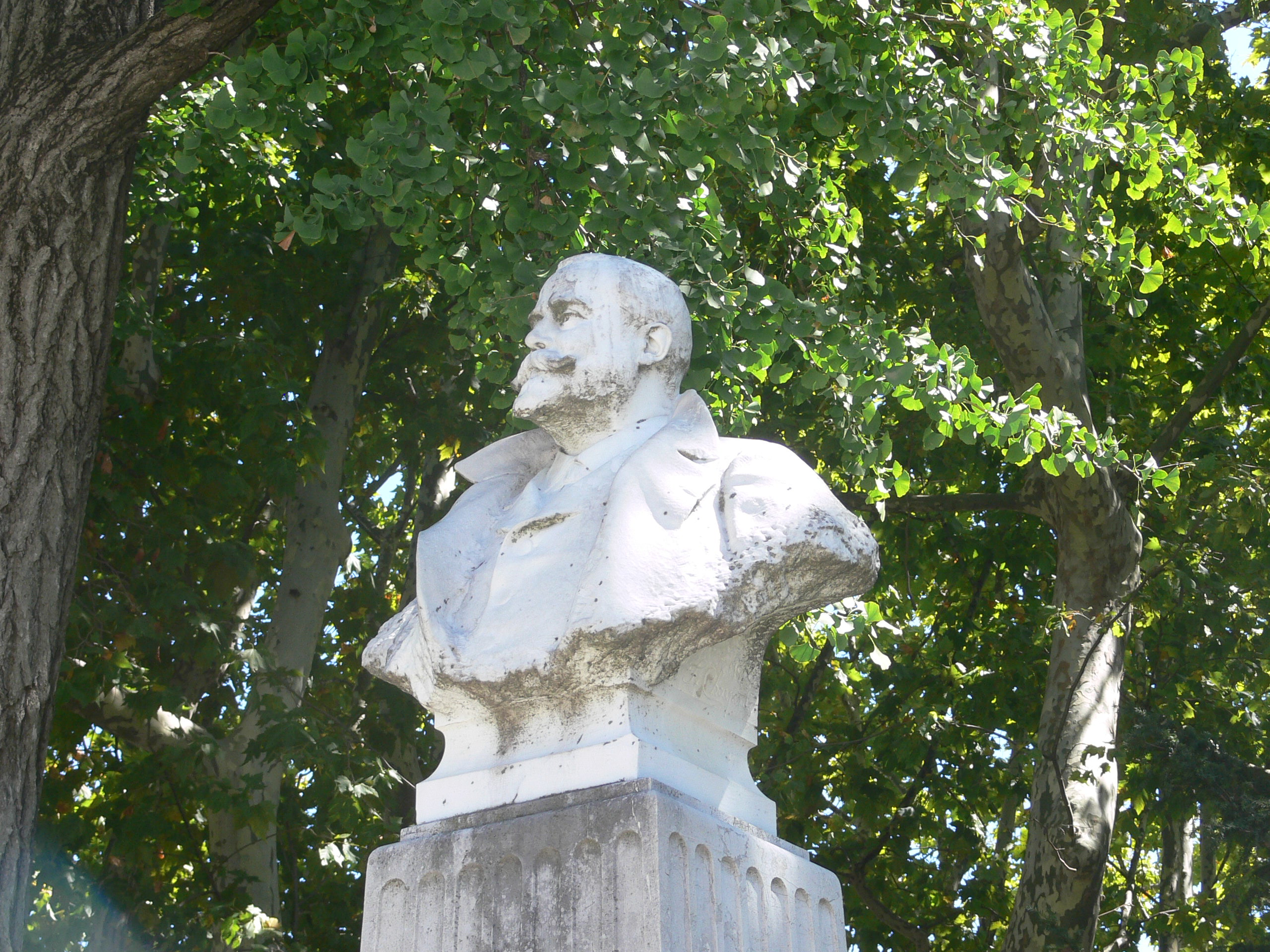
Bust de Paul Saïn, obra al Jardin des Doms (Avinyó)
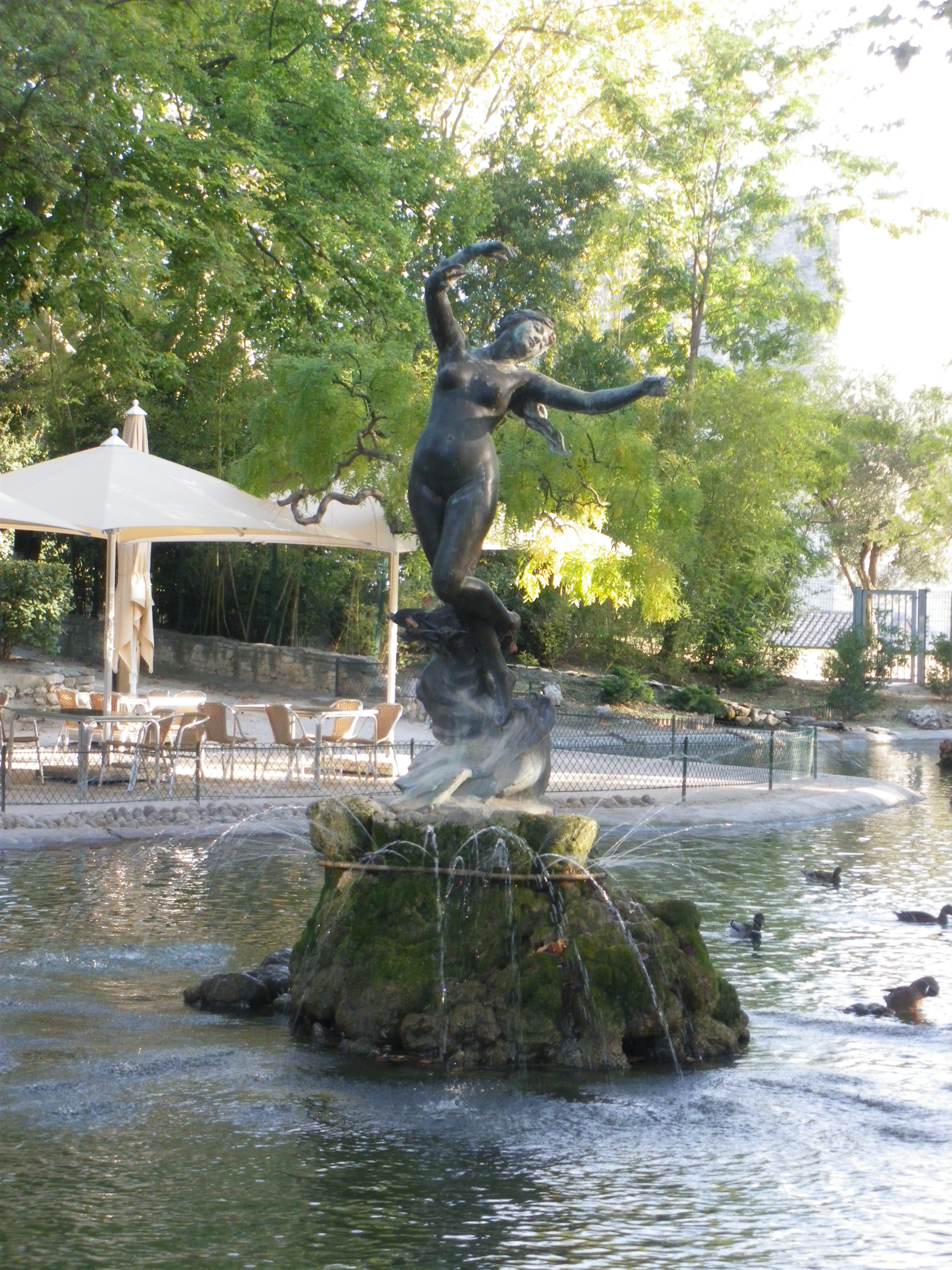
Font al Jardin des Doms (Avinyó)
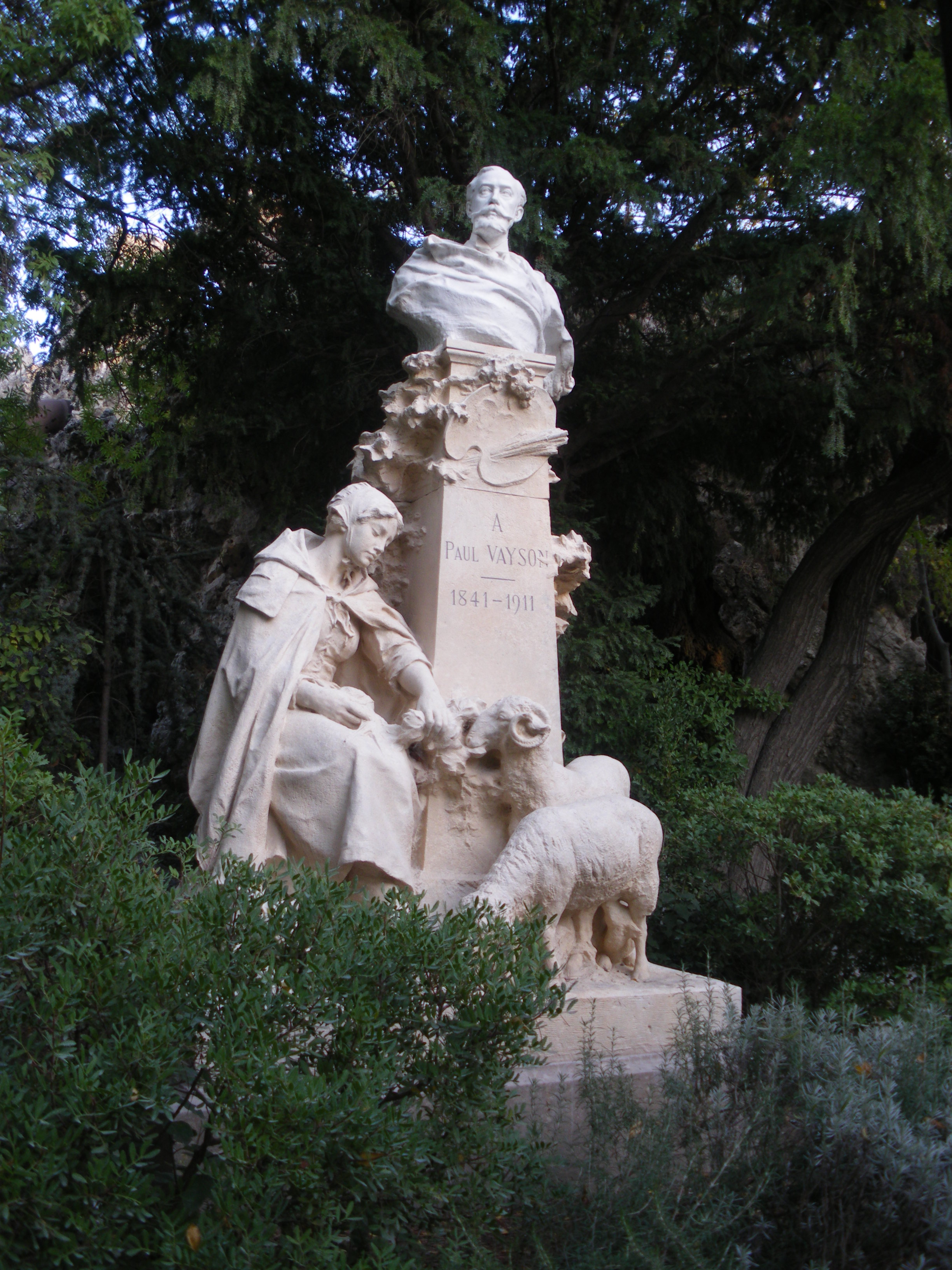
Bust de Paul Vayson al Jardin des Doms (Avinyó)
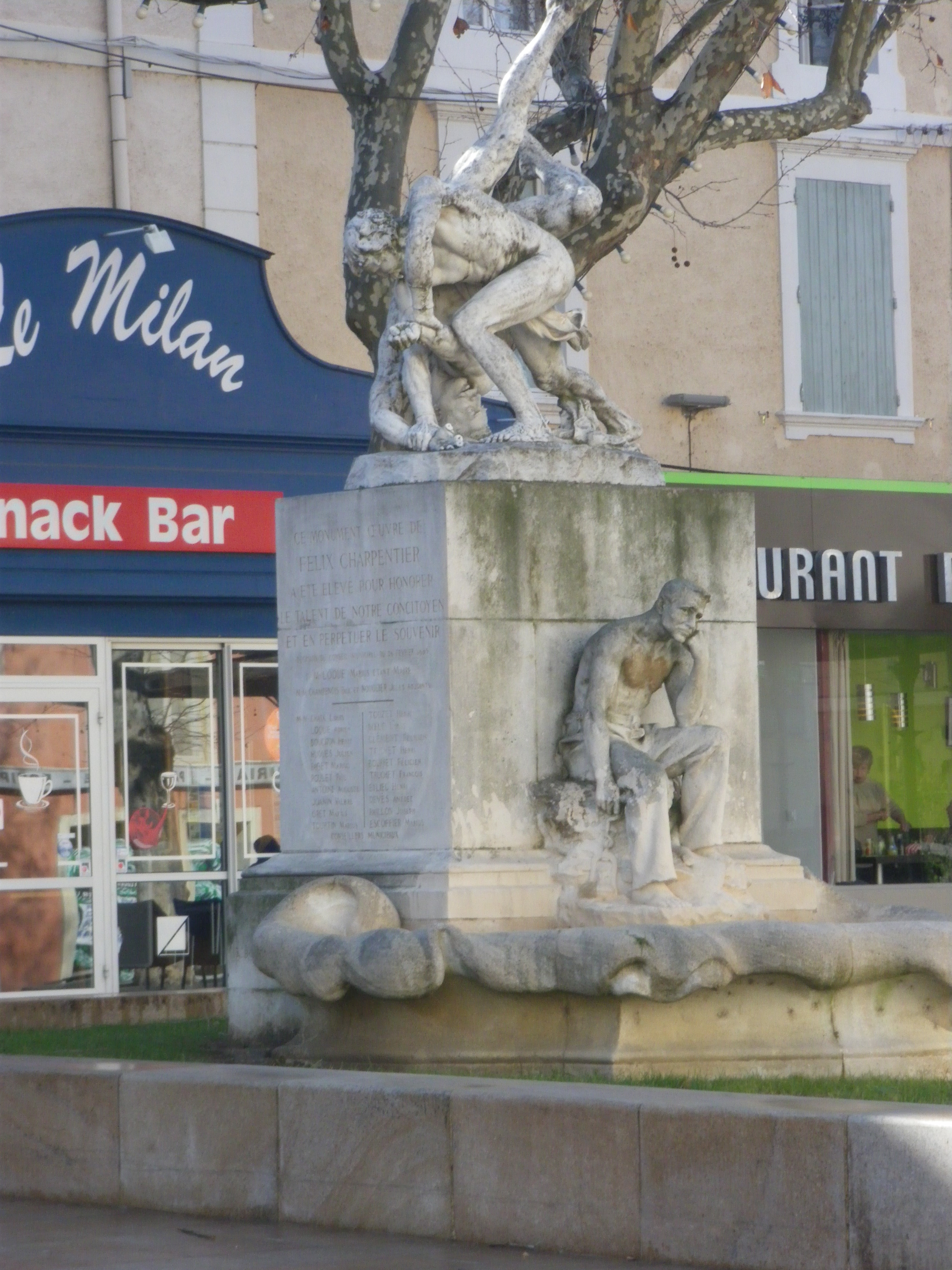
Marbre «les Lutteurs» (els lluitadors). Aquest treball va ser adquirit per l'Estat i des de 1905 està a la plaça de l'Ajuntament de Bollène.
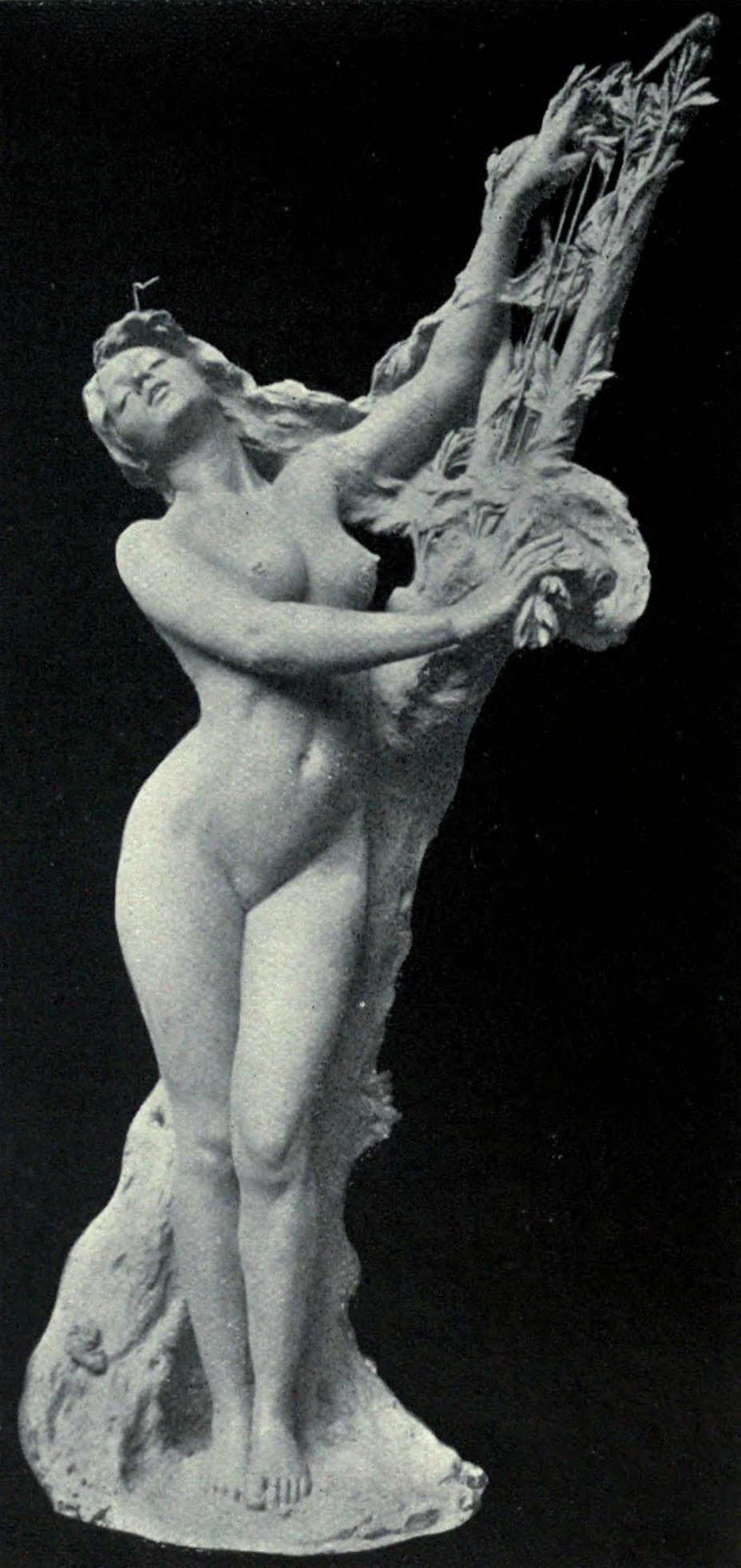
«Le dernier chant d'une cigale»
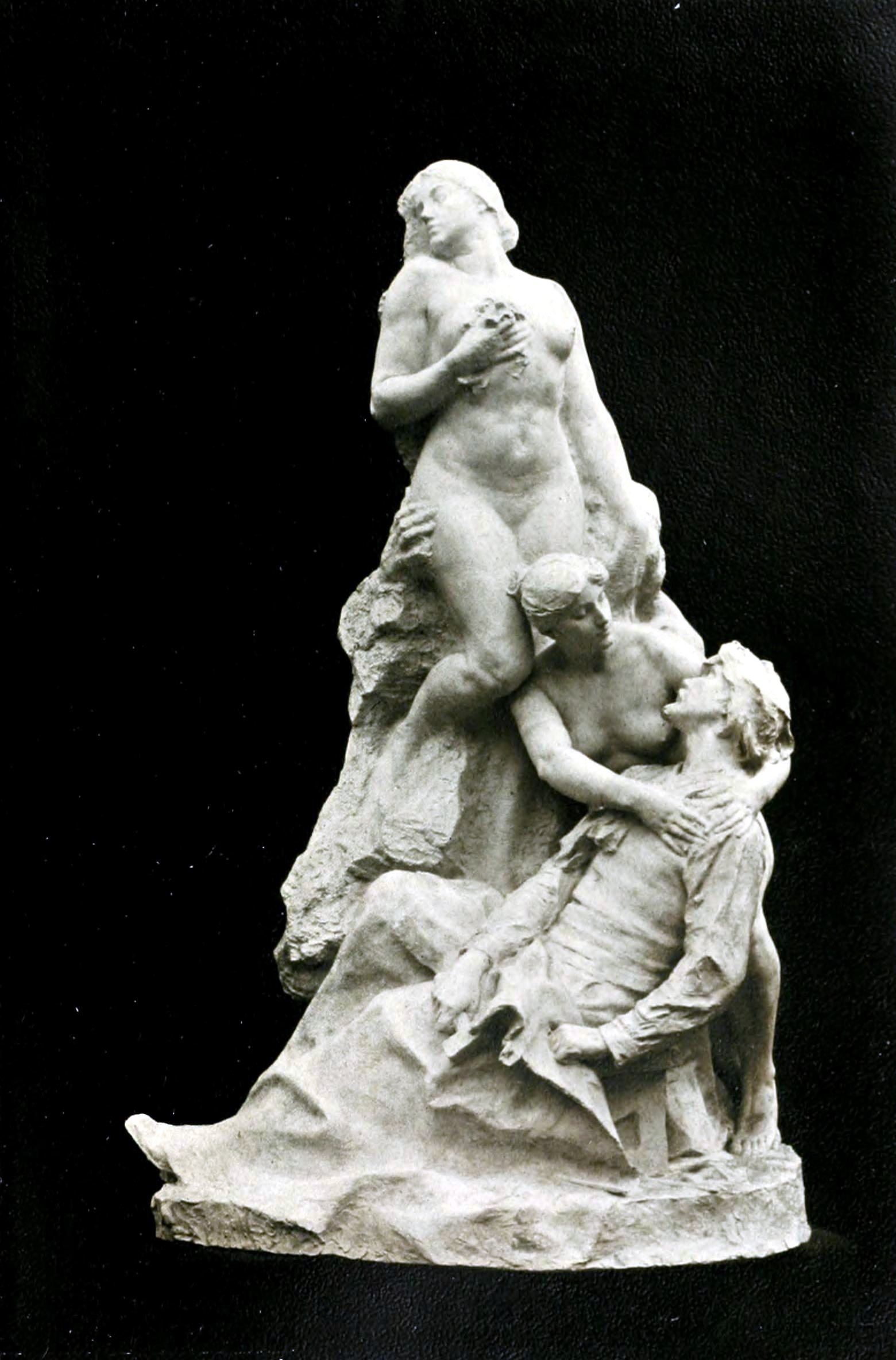
«La Tâche», grup en guix, saló de 1908
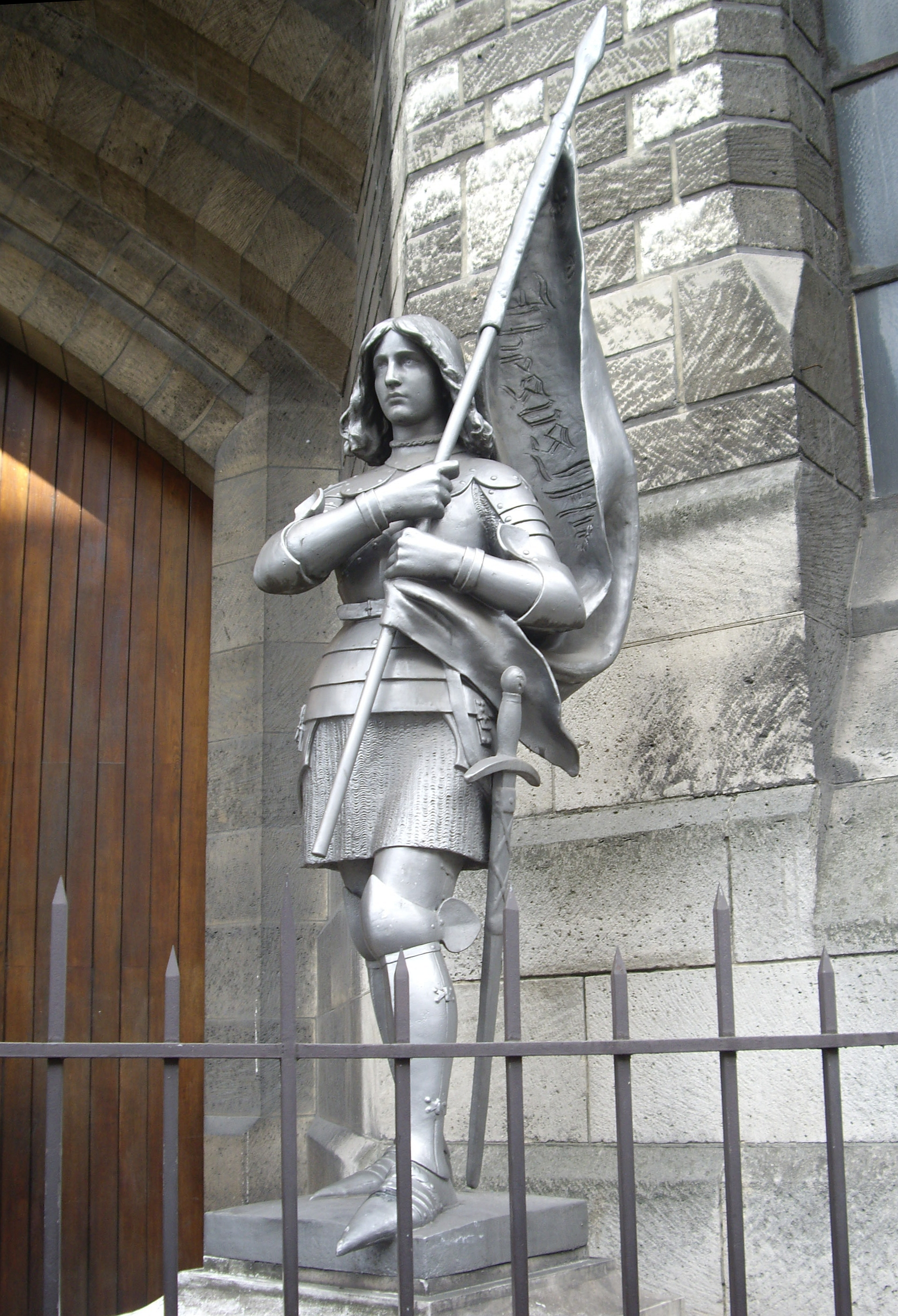
Joana d'Arc a la Basílica del seu nom a París.
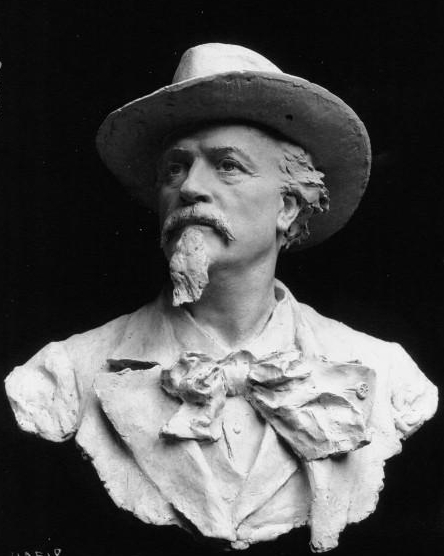
Bust de Frédéric Mistral
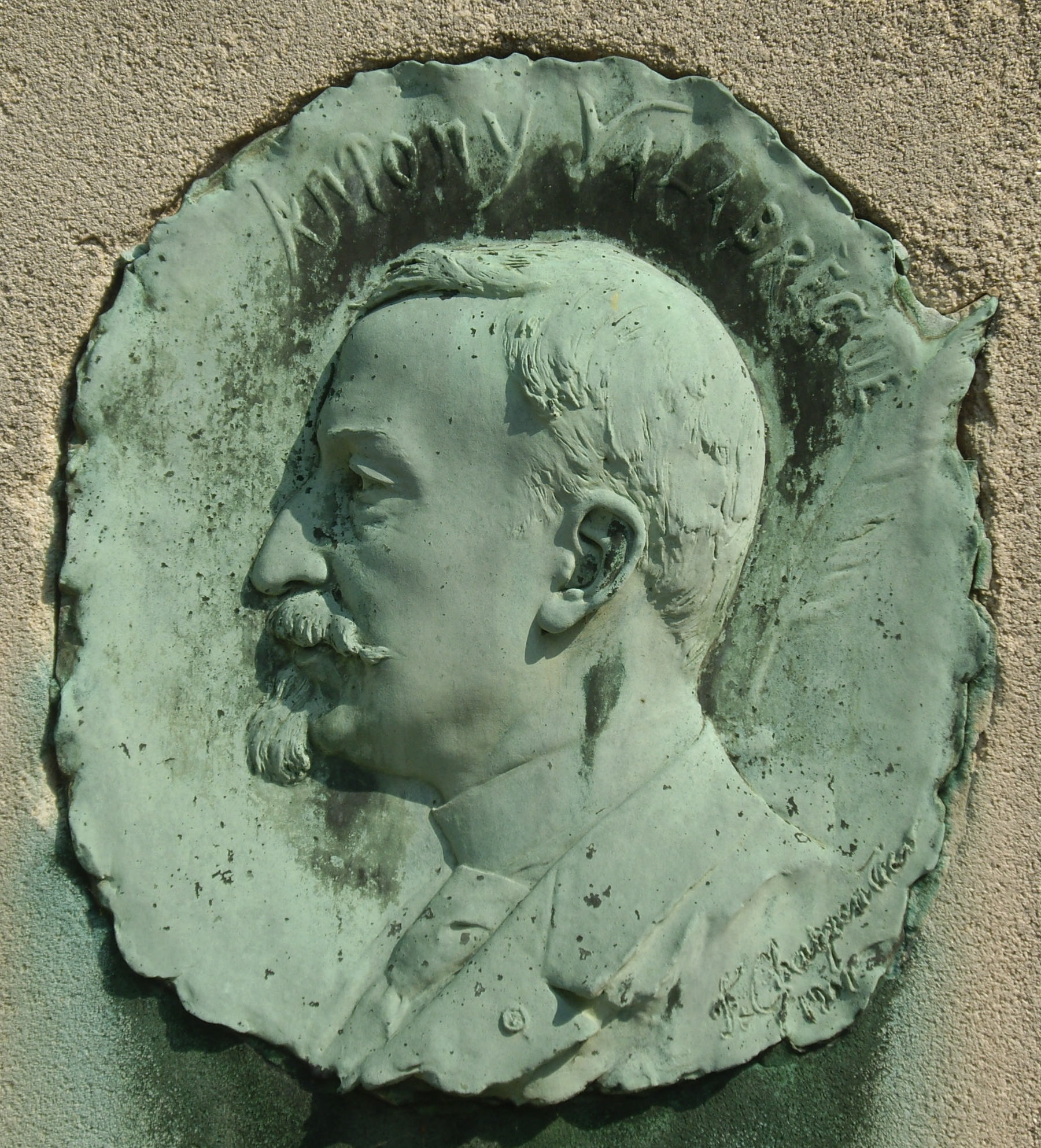
Medalló d'Antony Valabrègue, al Cementeri de Montparnasse.